# Ботанічний сад при Таврійському університеті Салгирка
Парк Салги́рка (крим. Salğır park), Ботанічний сад ТНУ (крим. Tavriya Milliy Universiteti nebatat bağçası), також Воронцовський парк, Воронцовка — один із найбільших парків Сімферополя. Назва походить від імені річки Салгир, на берегах якої був закладений парк.

## Опис
Площа парку становить близько 42 га. На території знаходяться архітектурні споруди XVIII—XIX століть, а також представлені кілька вікових дубів, які росли колись по всій долині р. Салгир. Там також росте двохсотлітній лондонський платан, посаджений П. С. Палласом. Інша, молодша, рослинність висаджувалася при реконструкції парку в різні роки: береза, клен, сосна кримська, ялина звичайна, ліванський кедр та ін.
Вже в Ботанічному саду були створені дендрарії: розарій, іридарій, сирингарій, у планах — створення коніферетума.

## Історія

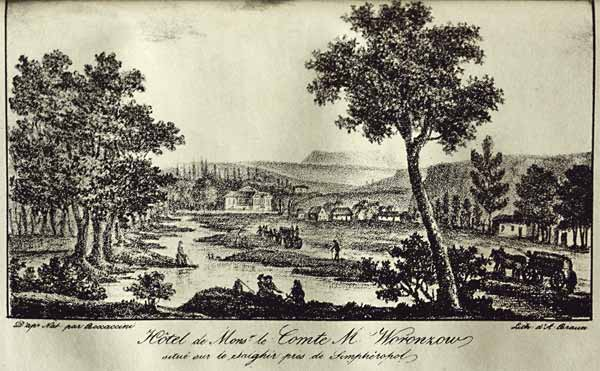
Вид на палац графа Воронцова. Ш. А. Монтандон «Путівник мандрівника Кримом». Одеса, 1834. Літографія з рис. А.Фаццарді.

До російської окупації Кримського ханства тут знаходилася садиба та парк багатих кримських татар, що емігрували з Криму до Туреччини.
Парк заснований у 1795 році уродженцем Німеччини, академіком П. С. Палласом.
У минулому на території майбутнього парку розміщувалися: школа садівництва, городництва і виноградарства, помологічна станція, дендрологічний розплідник.
У роки Другої світової війни на території парку було розміщено поховання солдатів окупаційних військ, померлих у шпиталі, який знаходився тут же на території парку (сучасний філологічний факультет ТНУ).
З 2003 року територія парку передана ТНУ для створення Ботанічного саду ТНУ.
Після російської окупації, у 2015 році парку присвоїли ім'я колаборанта Миколи Багрова.

## Пам'ятки
Існуючі:
- Воронцовський будинок — будинок оригінальної архітектури з флігелем (в наслідування бахчисарайського Ханського палацу), побудовані в 1823—1826 рр. губернатором Д. В. Наришкіним, ймовірно, за проєктом архітектора князя М. С. Воронцова.
- Пам'ятник на місці будинку Стевена — приблизно до 1970-х років на цьому місці стояв одноповерховий будинок, що належав X. X. Стевену. Будівлю було зруйновано в 1977 році[3].
- Могила Г. Ф. Морозова — могила одного з основоположників російського лісівництва Г. Ф. Морозова.
- Садиба П. С. Палласа — заміського типу кримськотатарська садиба XVIII століття, перебудована у житловий будинок в стилі російського класицизму у 1797 році.

Перенесені
- Пам'ятник викладачам і студентам, загиблим у Великій Вітчизняній війні, 1981, скульптор В. Гордєєв (тепер розташований у внутрішньому дворику ТНУ).

## Галерея

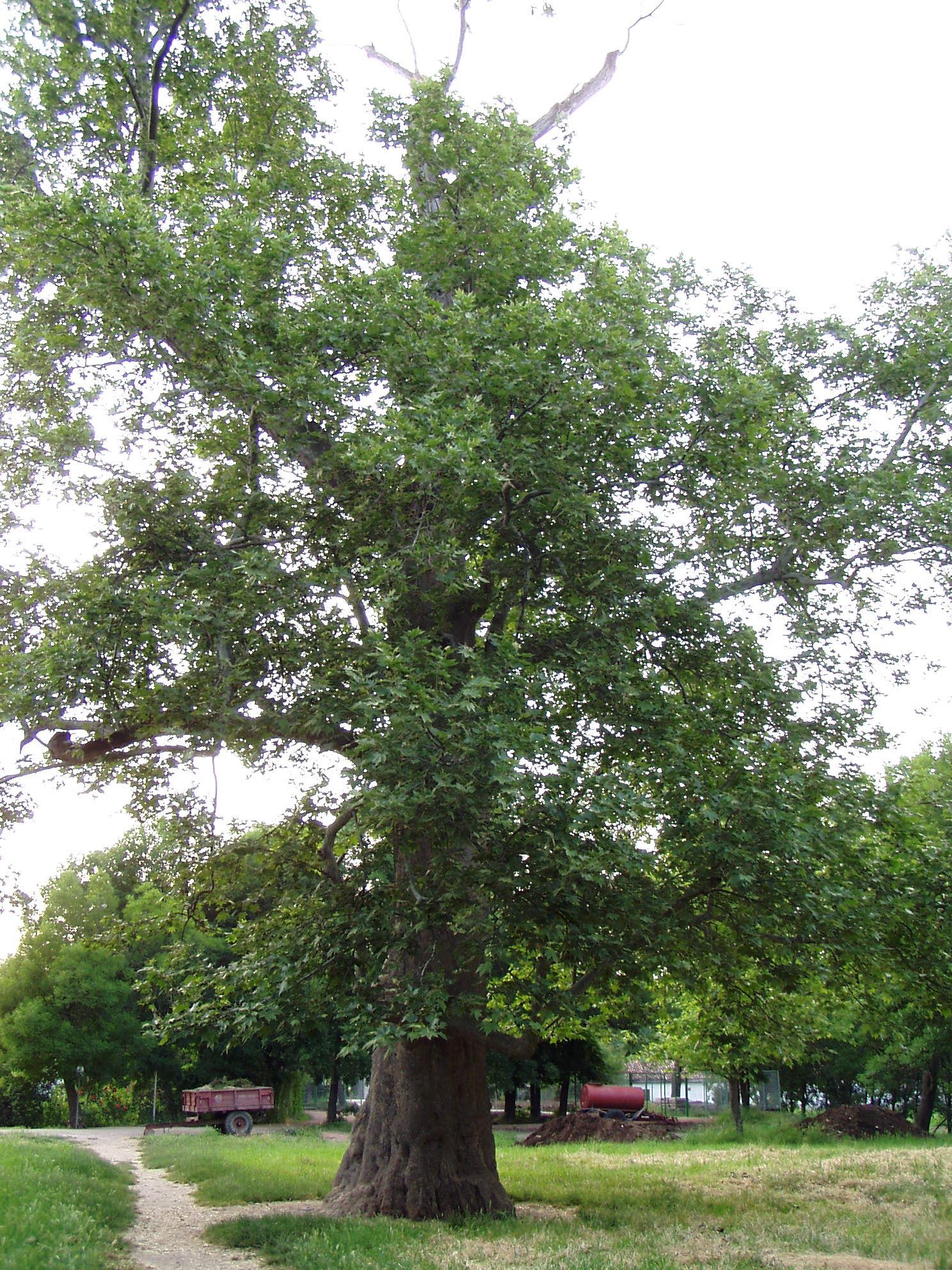
Лондонський платан у парку, 2011 р.
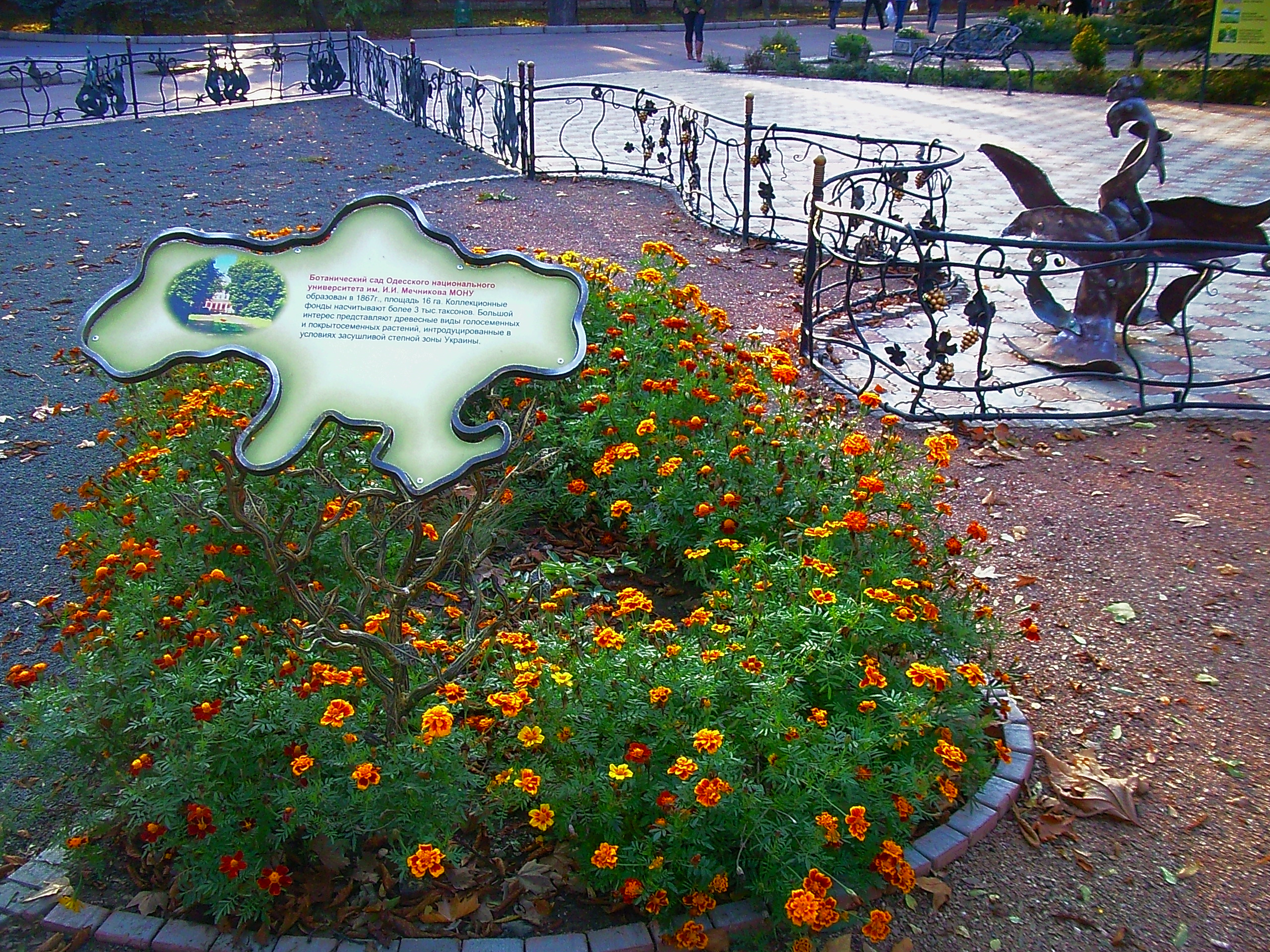
2011 рік
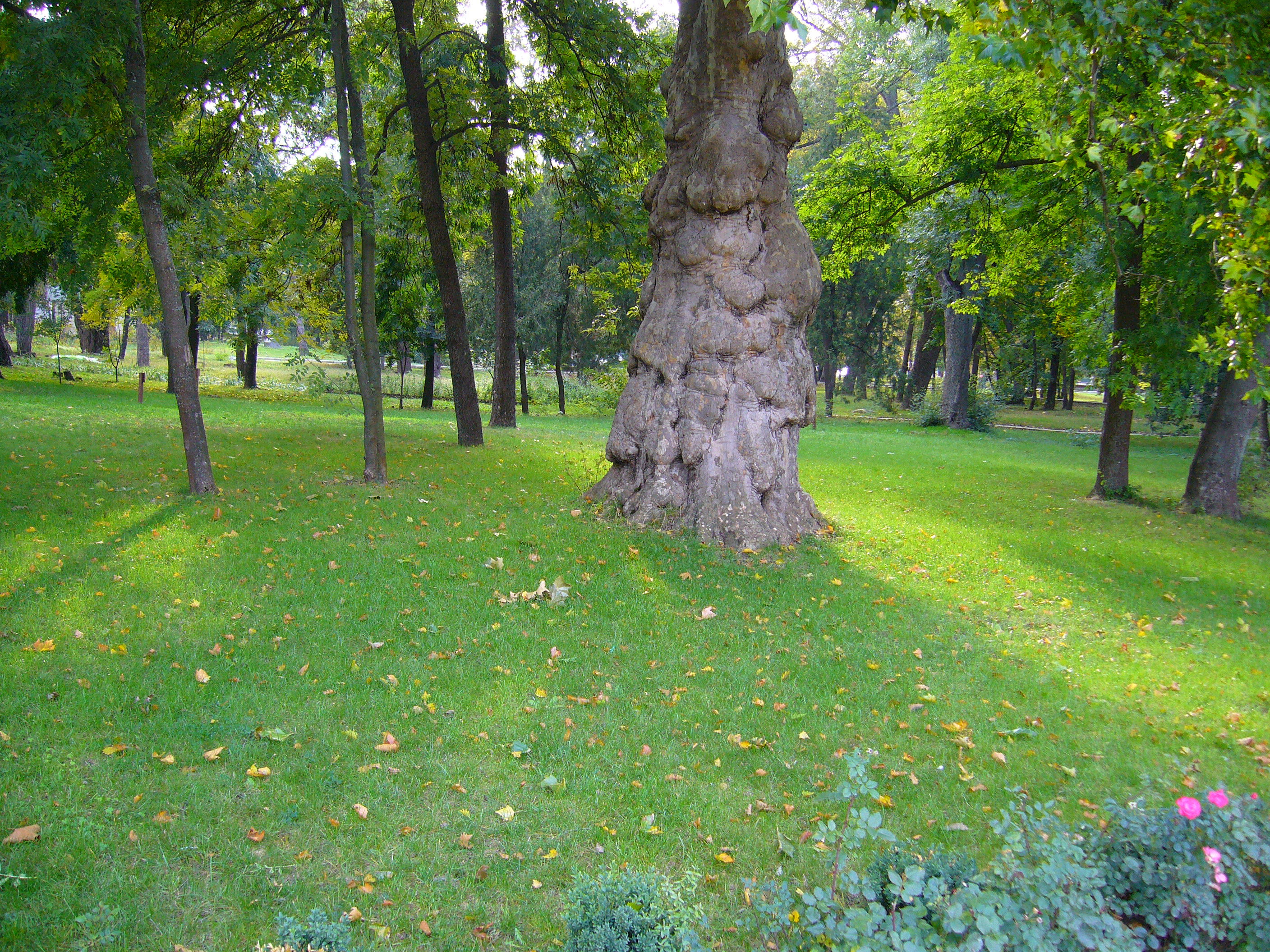
Платан східний
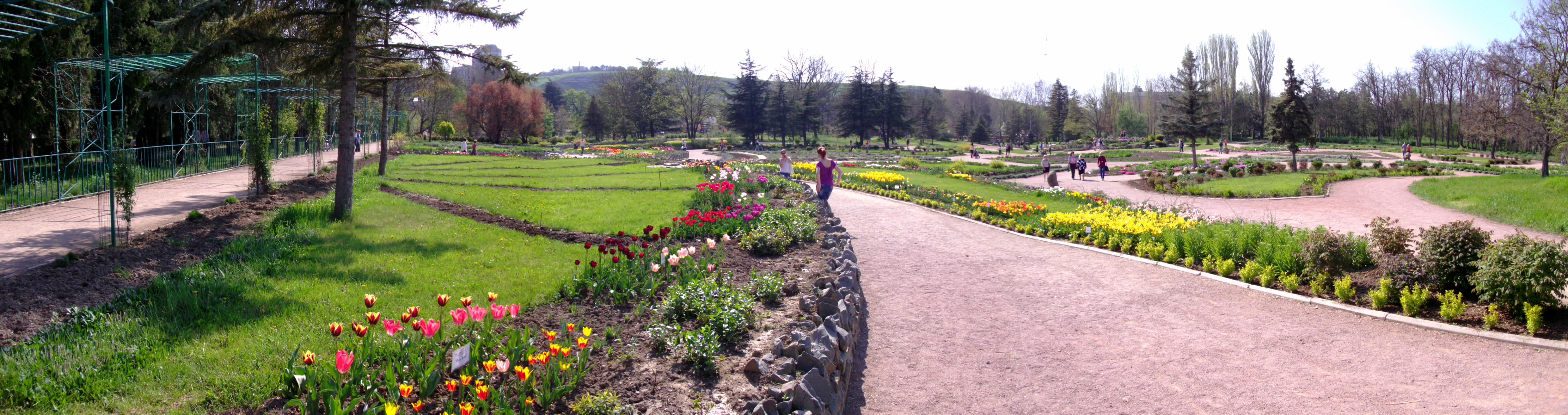
2013 рік
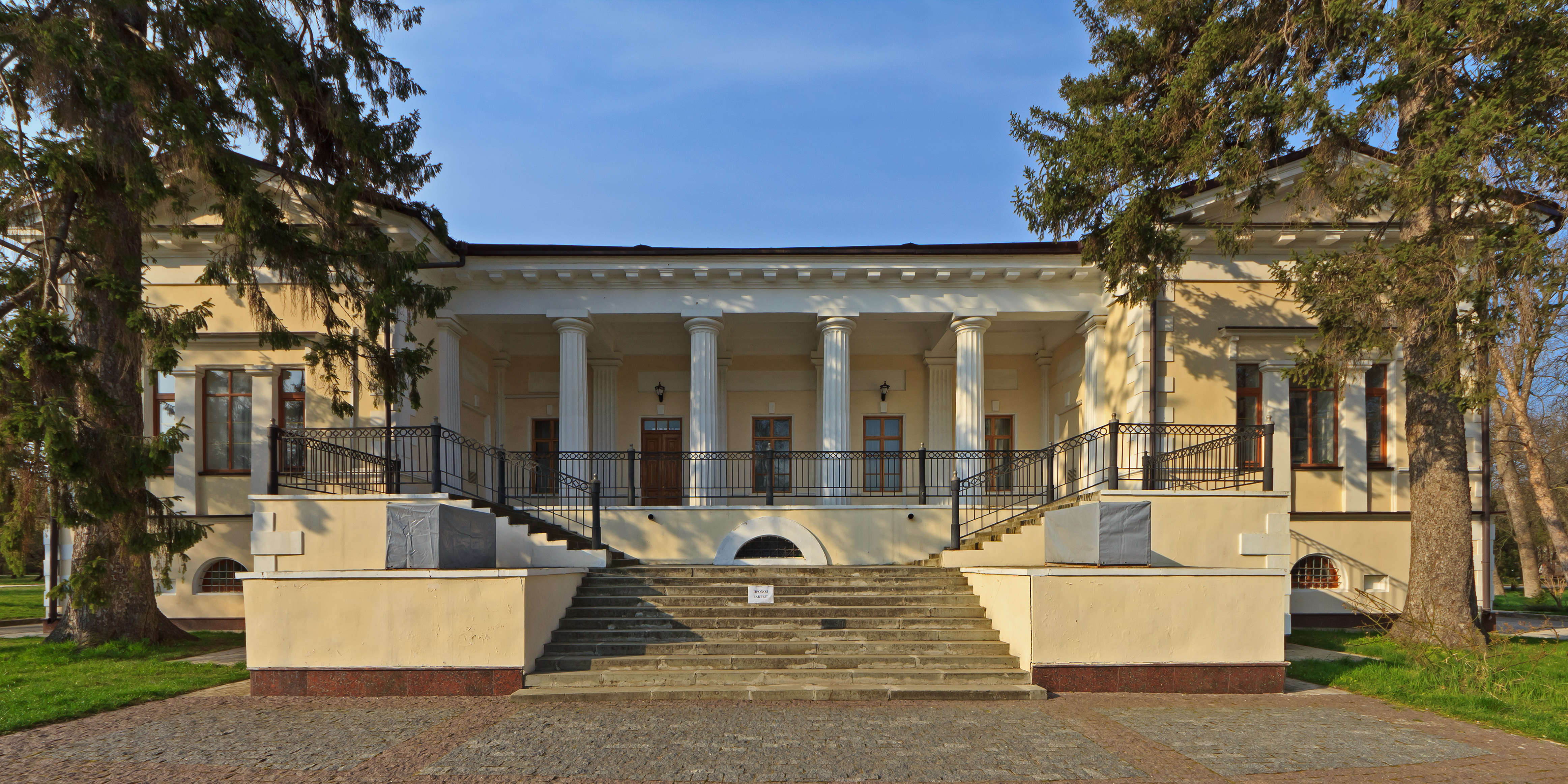
Воронцовський будинок у парку Салгирка
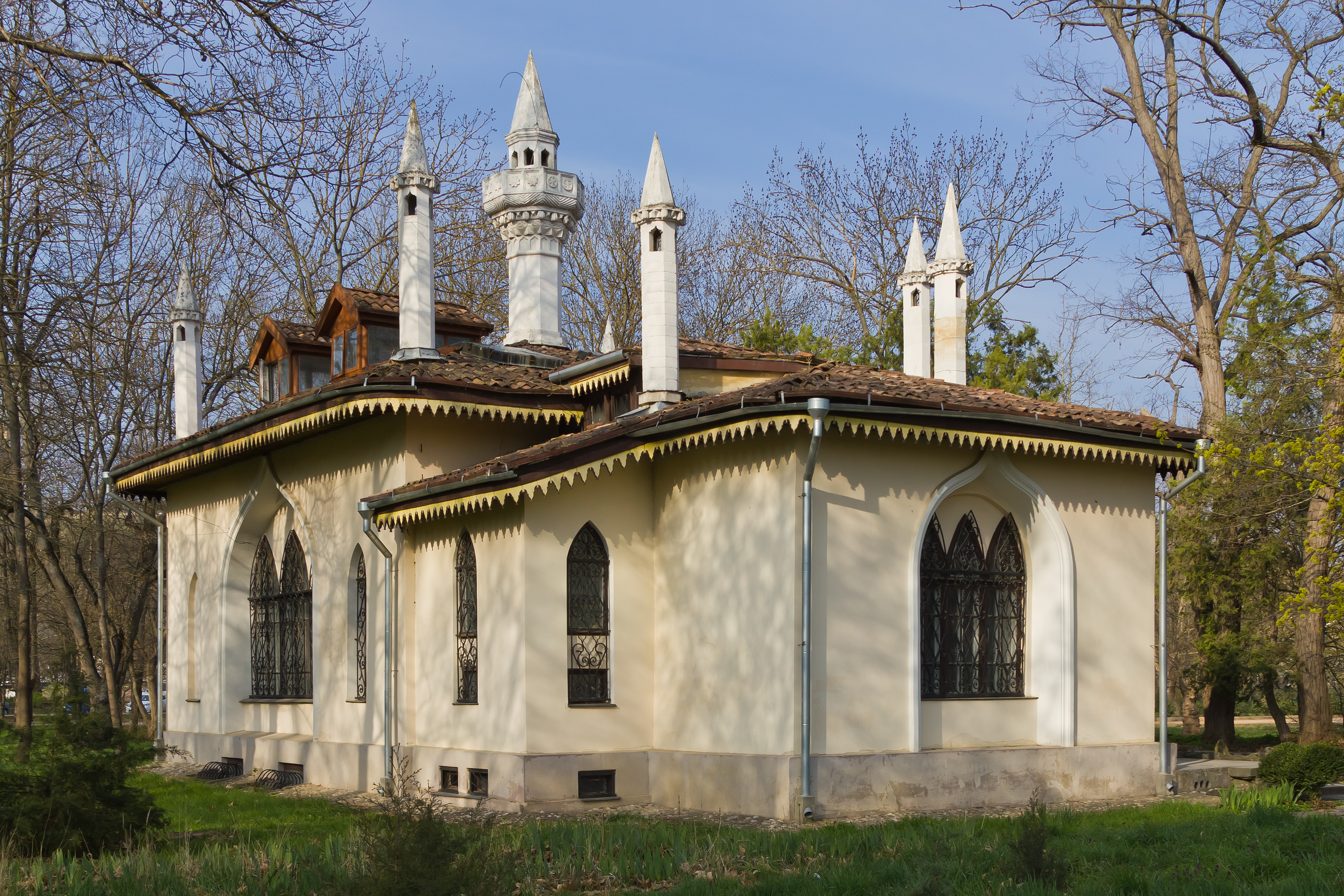
Кухонний корпус будинку Воронцова (1826, архітектор: Ф. Ельсон)
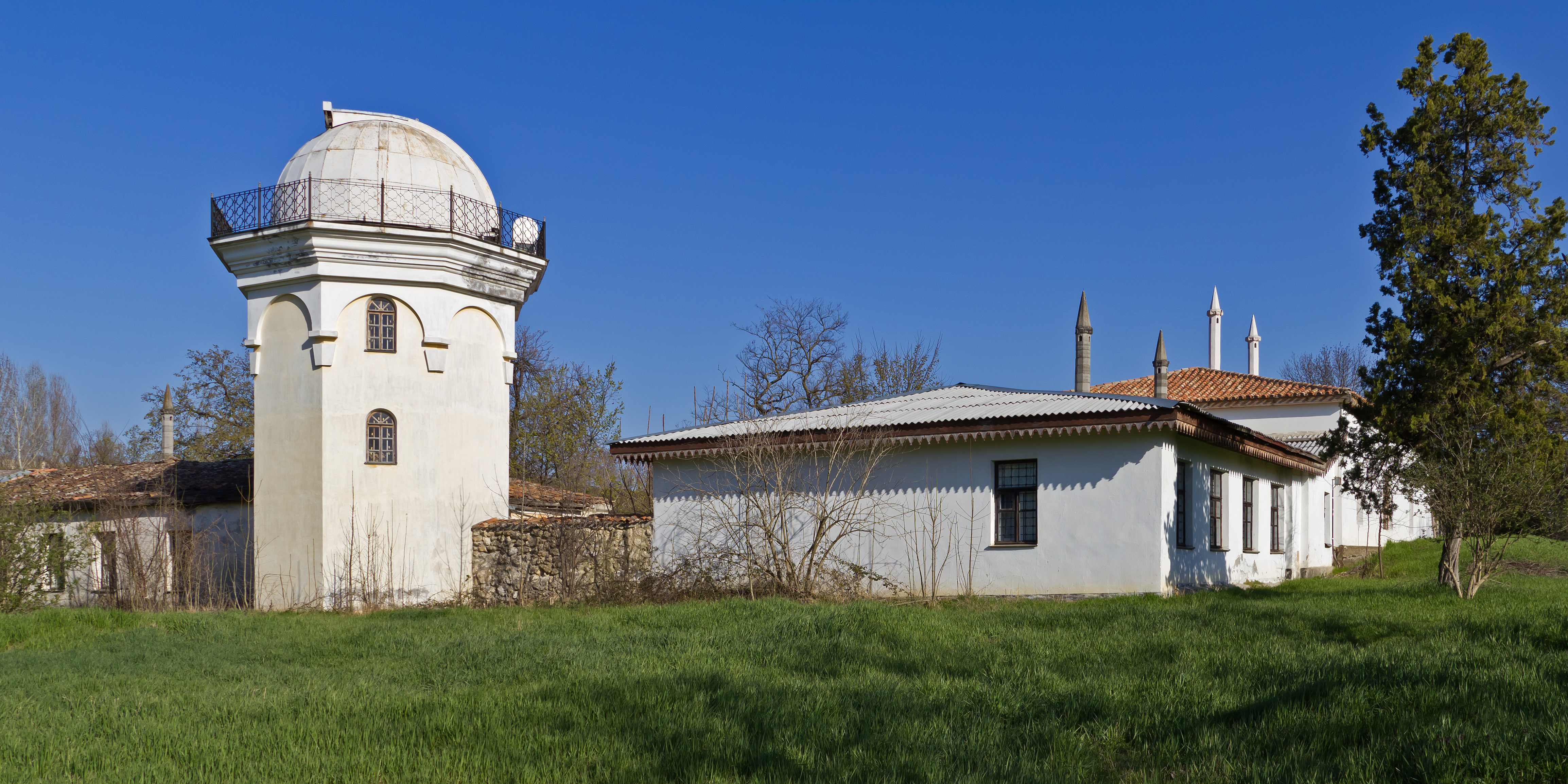
Будинок Палласа
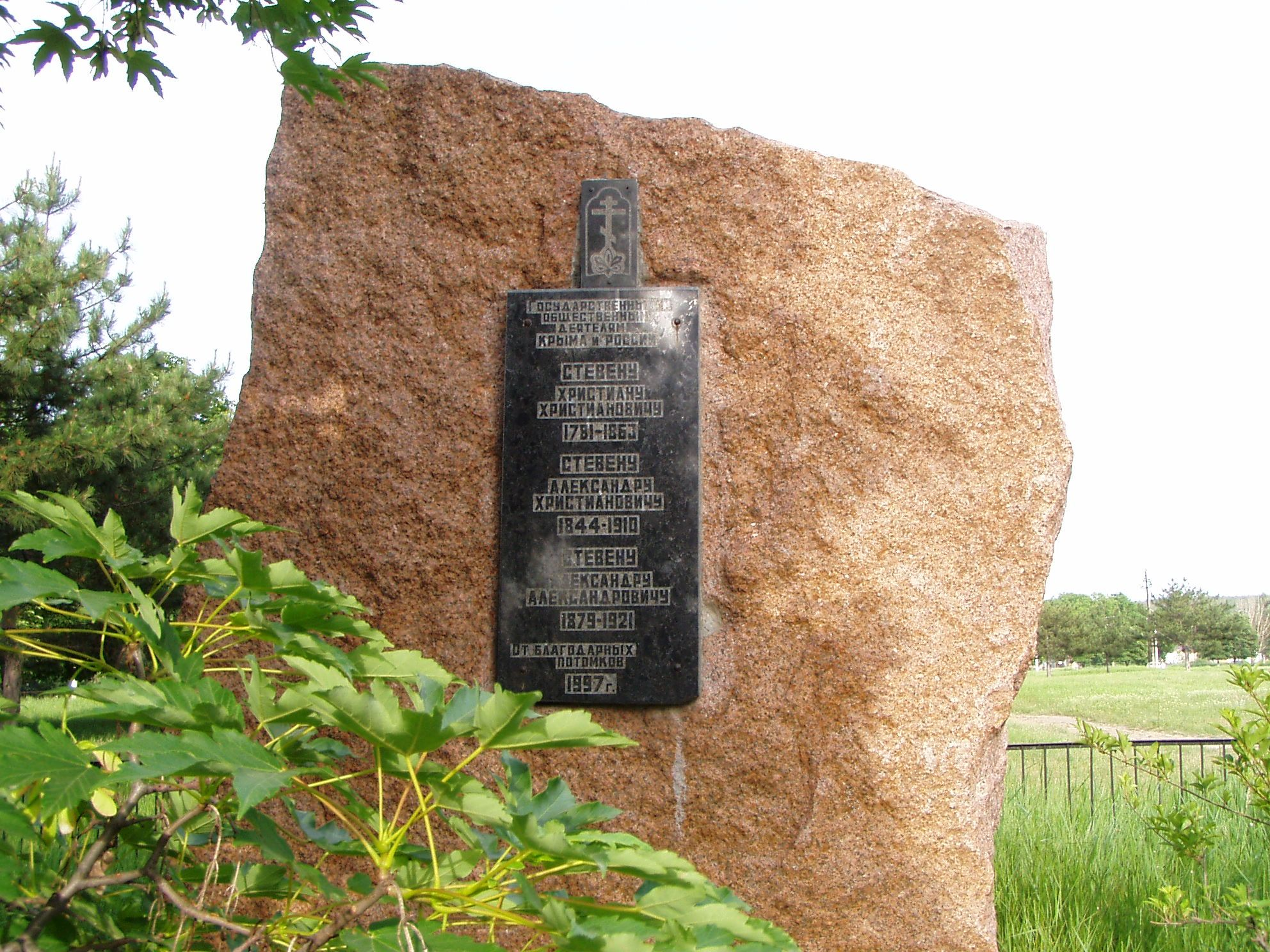
Пам'ятник Стевенам
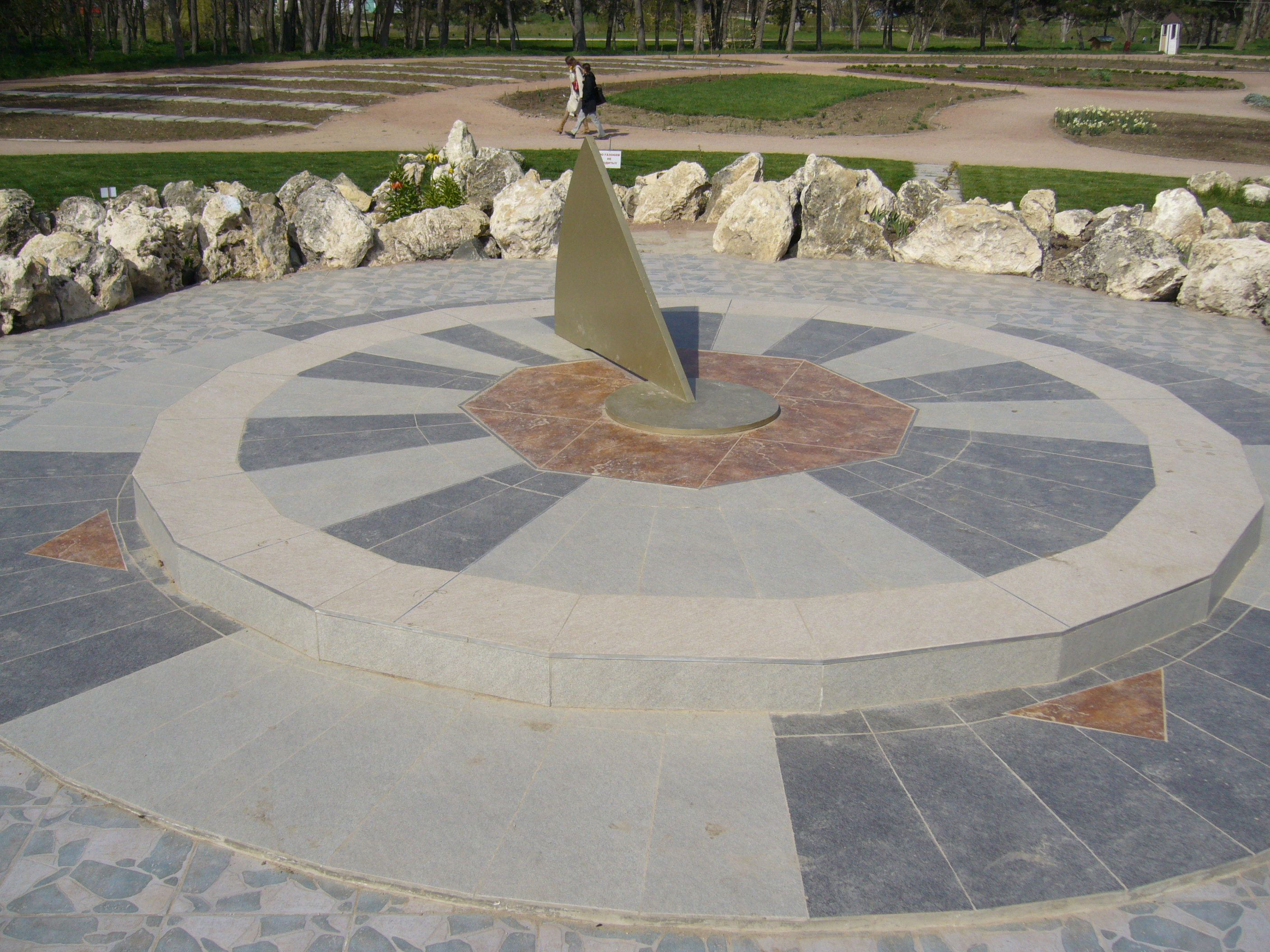
Сонячний годинник у парку
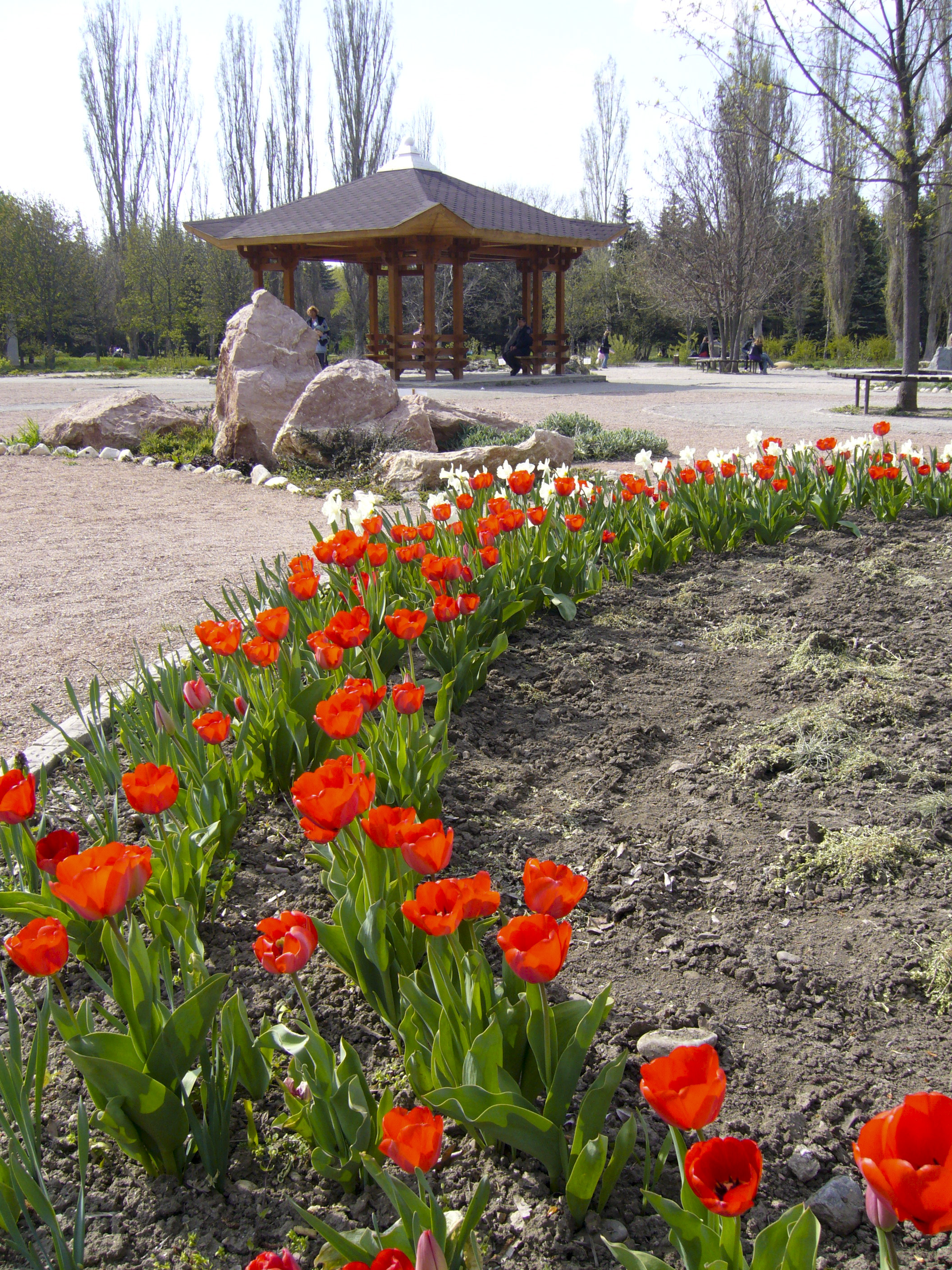
Тюльпани і китайська альтанка в парку сирінгарії